# Kopalnia Węgla Kamiennego Halemba-Wirek

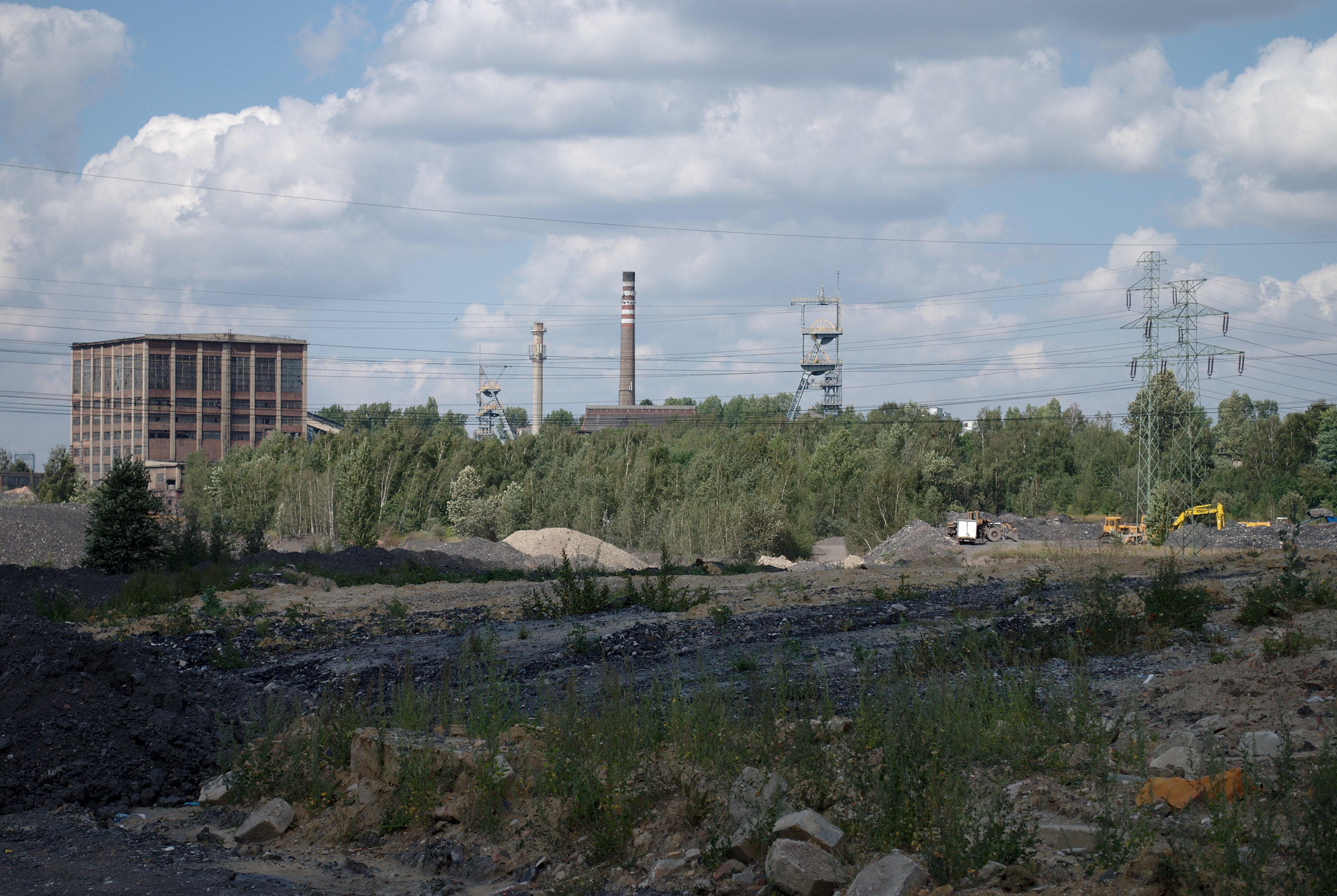
KWK Halemba-Wirek, ruch Wirek, fot. 2013

Kopalnia Węgla Kamiennego Halemba Wirek – kopalnia węgla kamiennego, działająca od 26 lipca 2007 roku do 1 lipca 2016 roku. Kopalnia znajdowała się w Halembie, dzielnicy Rudy Śląskiej.

## Historia
26 lipca 2007 decyzją zarządu Kompanii Węglowej połączono KWK Polska-Wirek i KWK Halemba w dwuruchową kopalnię pod nazwą Oddział KWK Halemba-Wirek. 
Kopalnia należała do spółki Kompania Węglowa S.A.
W 2011 roku kopalnia poniosła straty szacowane na 18 mln zł w wyniku fałszowania danych dotyczących wydobycia na ok. 50 tys. ton.
Ruch Wirek z racji znacznego wyczerpania złoża został poddany likwidacji, która rozpoczęła się 1 sierpnia 2009.
1 lipca 2016 roku Oddział KWK Halemba-Wirek razem z KWK Bielszowice oraz KWK Pokój utworzył Kopalnię Węgla Kamiennego Ruda, należącą do Polskiej Grupy Górniczej, w skład której wchodzi ruch Halemba.